# فيلكا
جزيرة فَيْلَكَا (باللهجة الكويتية: فيلچه)، هي جزيرة كويتية تقع في الركن الشمالي الغربي من الخليج العربي على بعد 20 كيلومتر من سواحل مدينة الكويت. يبلغ طول جزيرة فيلكا نحو 12 كيلومترا وعرضها 6 كيلومترات  وتبلغ مساحتها الإجمالية 43 كيلومترا2 وأعلى ارتفاع للجزيرة هو 10 أمتار، ويبلغ طول الشريط الساحلي للجزيرة 38 كيلومترا.
كانت الجزيرة محطة تجارية مهمة على الطريق البحري بين حضارات بلاد ما بين النهرين والحضارات المنتشرة على ساحل الخليج العربي، اعتبرت الجزيرة مركزا دينيا قديما ذا شأن مهم في الخليج في العصور القديمة. كذلك كانت سبّاقة في تأسيس إحدى أول المراكز الحضرية في منطقة الخليج العربي، فخلال العصر الدلموني، أي منذ حوالي 3000 سنة ق.م في الفترة التي شهدت بروز الحضارة الإنسانية في البحرين، كان سكان فيلكا قد أسسوا حضارتهم وديانتهم الخاصة.
يُعتقد بأن إحدى الكلمات التي اشتُق منها اسم «فيلكا» هي الكلمة الاغريقية «فيلاكيو» (باليونانية القديمة: φυλάκιο)، التي تعني نقطة تمركز أو موقع بعيد.

## الاسم عبر التاريخ

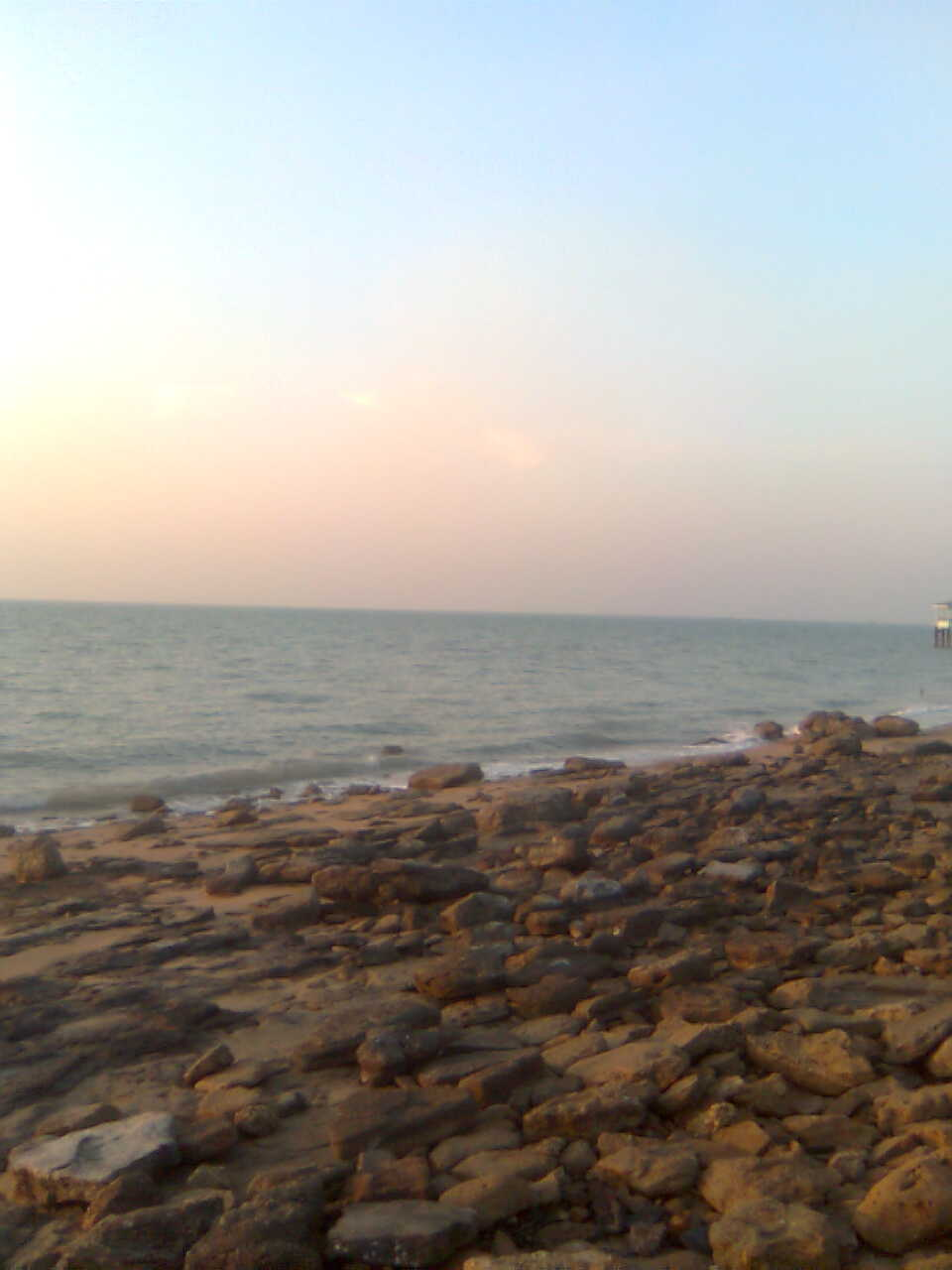
شاطئ جزيرة فيلكا

جاء ذكر الجزيرة في كتابات المؤرخ «أريان» عام 170 ق.م حيث ذكر أنها سميت «بإيكاروس» تيمناً بجزيرة إيكاروس الإغريقية الأصلية الواقعة في بحر إيجة، ويقول المؤرخ اليوناني «آريستوبوليس» بأن الإسكندر الأكبر أمر بتسمية هذه الجزيرة بنفس اسم الجزيرة الموجودة في بحر إيجه، وقد ذكر بطليموس جزيرة «إيكارا» (إيكاروس) ضمن الجزر الواقعة في الخليج، وكان أقدم ذكر لإيكاروس من قبل المؤرخ «سترابو» الذي كتب في نهاية القرن الأول قبل الميلاد، آخذاً معلوماته من «إيراتوشنيس» الذي عاش في القرن الثالث قبل الميلاد والذي كان قد أرسله الإسكندر الأكبر مع أسطوله إلى الخليج، كتب أنه رأى من الجزيرة المعبدين الموجودين فيها، وقد ذكر المؤرخ «بليني» وجود إيكاروس في الحملة التي أرسلها الحاكم السلوقي «أنطيوخوس الرابع» إلى الخليج، وقال المؤرخ «أريان» أن الجزيرة كانت مغطاة بمختلف الأشجار وأنها كانت مرعى للماعز والغزلان التي حرم صيدها لأنها كانت تقدم قرابين للإلاهة أرتميس في الهيكل الموجود لها في الجزيرة. ويُعتقد بأن الجزيرة قد سُميت نسبة إلى الإسكندر الأكبر، إذ أن اسمه الحقيقي هو «ألكساندر بن فيلاقوس».
أقدم خريطة ملاحية للجزيرة كانت سنة 1563 ورسمها البرتغالي لازارو لويس وقد أسماها إليا ده أكوادا (بالبرتغالية: Ilha dagoada) أو أكوادا فقط، ومعناها جزيرة الماء، وهذا الاسم مناسب لها لوجود الماء في الجزيرة. وقد بدأ رسامو الخرائط والملاحون الأوروبيون باسترجاع اسمها المحلي فيلجة، وأقدم خريطة لهذا التصحيح فكانت لجون ثورنتون سنة 1716، حيث أسماها بيلوجي (Peleche)، وإن استمرت بعض الخرائط تكتب الجزيرة باسم أكوادا وبيلوجي. وهناك خريطة ملاحية رسمها ضابط بحري فرنسي اسمه دابريه دي مانيفيليت سنة 1740 أسمى الجزيرة بيلوش وهو مايشبه صوتيًا اسم فيلكا أو بالعامية فيلچه.

## التاريخ
ذكر في كتاب «تمائم الدرر في مناقب السادات الغرر»: نشبت خلافات بين أعيان البصرة وأميرها راشد بن مغامس بن صقر آل شبيب حيث كان في خلاف مع العثمانيين واراد الاستقلال بالبصرة مما حدا بالأعيان ترك البصرة والتوجه بحرا نحو جزيرة فيلكا سنة 952 هـ/1545م، إلا أنهم عادوا إليها فيما بعد.
عُثر في الجزيرة على نسخة من كتاب الموطأ للإمام مالك براوية «يحيى ابن يحيى الليثي»، وقد وجده «عبد العزيز حسين» في مكتبة والده «ملا حسين»، وقد كتبه «مسيعيد بن أحمد بن مساعد بن سالم»، في جزيرة فيلكا في سنة 1682. كذلك، فقد وقعت معركة الرقة البحرية بالقرب من جزيرة فيلكا في عام 1783.

### الآثار

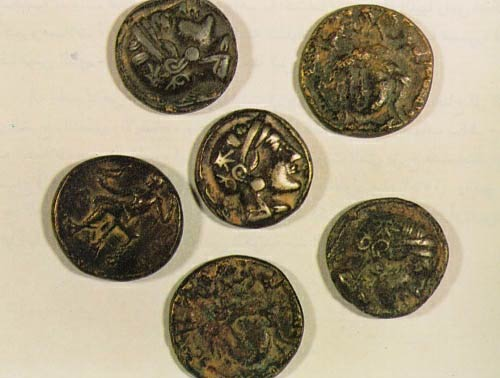
بعض العملات الأثرية التي عُثر عليها في جزيرة فيلكا.

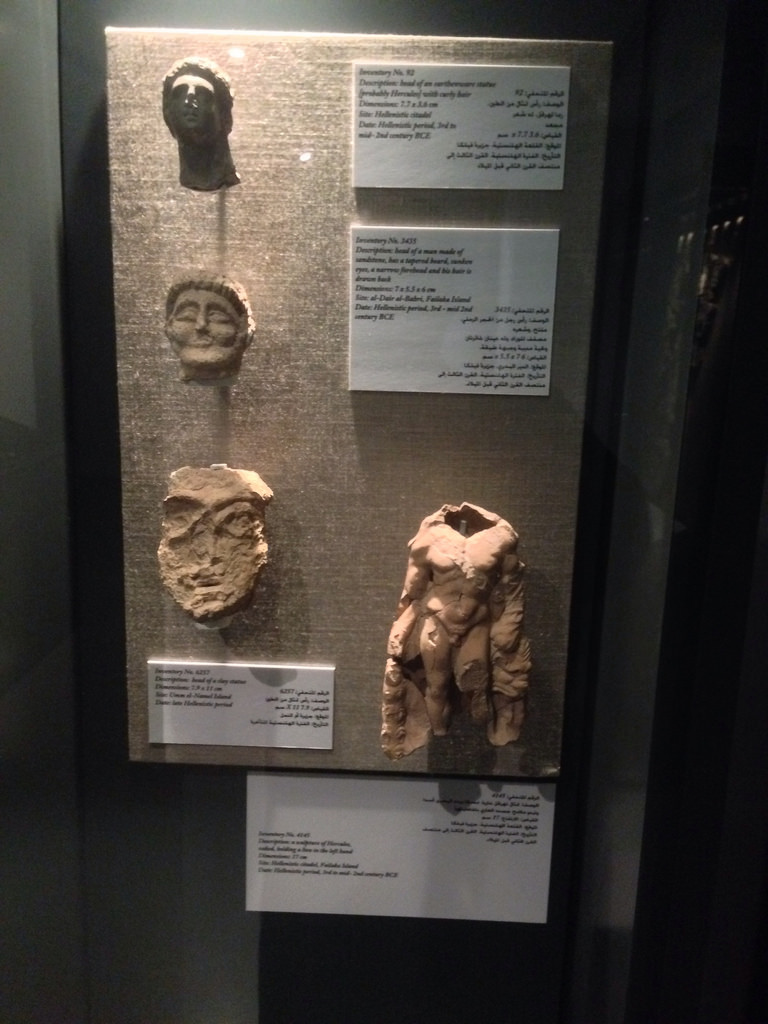
تماثيل من الطين النضيج من جزيرة فيلكا الفتره الاغريقيه نشاهد راس الاسكندر الاكبر وتمثال مفقود الراس لشخصيه هرقل

في عام 1937، عُثر في الجزيرة عن طريق الصدفة على حجر نقشت عليه كتابة يونانية أطلق عليه اسم «حجر سويتلوس»، وبدأت عمليات الاسكتشاف في الجزيرة في سنة 1958 على يد بعثة دنماركية حيث اكتشفت تلال أثرية تعود إلى الألف الثالث قبل الميلاد، أي العصر الذي يعرف باسم العصر البرونزي، وقد استمرت البعثة الدنماركية في التنقيب لمدة 41 يوما حيث بدأت في 11 فبراير 1958  وقد استمرت البعثة الدنماركية في القدوم إلى الجزيرة لمدة خمسة مواسم منذ عام 1958 وحتى 1963، وكانت البعثة الأولى قد استمرت منذ 11 فبراير 1958 وحتى 24 مارس، والبعثة الثانية منذ 24 يناير 1959 وحتى 25 مارس، والبعثة الثالثة منذ 9 يناير 1960 وحتى 24 مارس، والبعثة الرابعة منذ 7 نوفمبر 1961 وحتى 23 يناير 1962، والبعثة الخامسة منذ 6 نوفمبر 1962 وحتى 23 يناير 1963، وقد أتت إلى الجزيرة العديد من البعثات الخارجية للتنقيب عن الآثار ومنها بعثات من الولايات المتحدة الأمريكية وإيطاليا والأردن وبريطانيا وفرنسا، وقد نقلت البعثة الدنماركية القادمة من متحف مدينة آرهوس بعض الآثار المكتشفة بحجة رغبتهم في بقاء تلك الآثار بالقرب منهم ولعدم وجود قانون لحماية الآثار في الكويت في ذلك الوقت، واتفق العلماء الذين توافدوا إلى الجزيرة على أن الجزيرة كانت مركزا من مراكز حضارة دلمون التي كانت تضم البحرين والساحل الشرقي لشبه الجزيرة العربية (الإحساء والقطيف)، وهناك من يقول بأن الحضارة امتدت حتى قطر والإمارات وحدود عُمان الشمالية، ومن الأمور التي تؤكد على أن الجزيرة كانت جزءا من حضارة دلمون وجود بعض النقوش الكتابية المحفورة على قطع وأختام على بعض الأحجار، وقد عُثر على كسر لحجر كُتب عليه اسم إله حضارة دلمون «إنزاك»، ونقش آخر يذكر «معبد إنزاك» عثر عليه في أطلال المعبد في المدينة الدلمونية في فيلكا، وتوجد 90% من النصوص التي ذكر فيها الإله «إنزاك» في جزيرة فيلكا، وهذا يؤكد على أن فيلكا كانت جزءا مهما من الحضارة الدلمونية.

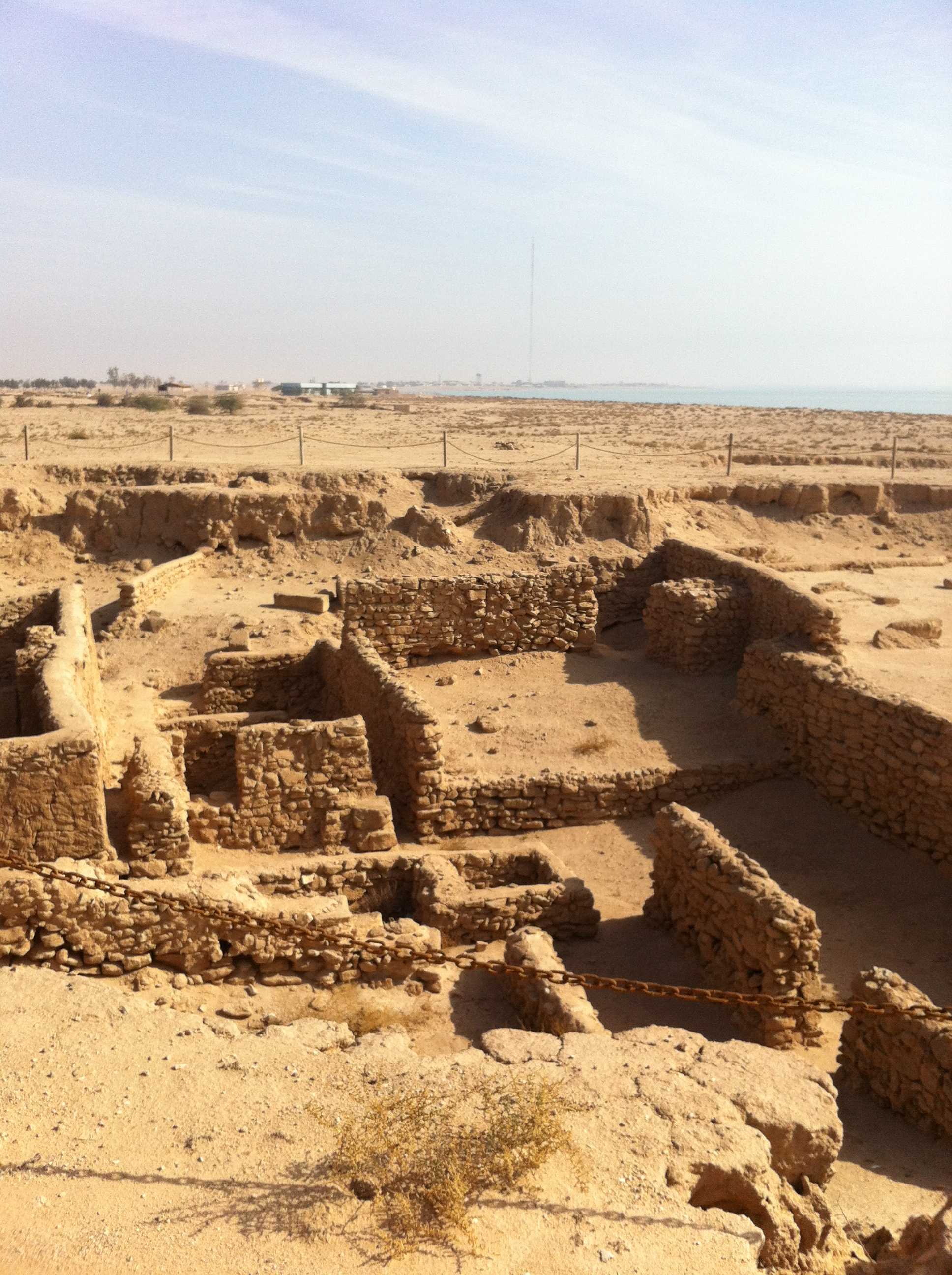
آثار جزيرة فيلكا.

وقد تركزت مراكز الحضارة في جزيرة فيلكا في الجزء الجنوبي الغربي، وتعاقبت على الجزيرة فترات سكنية منذ عام 2000 قبل الميلاد وحتى عام 1200 قبل الميلاد، حيث يُظهر موقع قصر الحاكم في الجزيرة أن الاستطيان تم فيها بداية من عام 2000 قبل الميلاد، وقد عُثر على فخاريات حمراء تعرف باسم فخاريات دلمون المبكرة أو فخاريات بربار، وهي تشابه تلك الموجودة في قلعة البحرين، وعُثر على مبنى كبير يُسمى باسم قصر الحاكم، كانت مقدمته تحتوي على غرف تستخدم للاستقبال والإدارة، وفي الخلف يوجد القسم السكني فيه، ويتكون من فناء تحيط بها غرف استخدمت للسكن والتخزين، حيث يُوجد مستودع مليء بجرار تخزين متوسطة الحجم وصل عددها إلى 70 جرة، وبالقرب من قصر الحاكم وجدت أحواض لصهر المعادن، وفي المدينة الدلمونية في فيلكا، كُشف عن آثار لمبان سكنية بُنيت من الحجارة البحرية المحلية. وقد عُثر على عدد كبير من الأختام في الجزيرة بلغ عددها 600 ختم، وسُميت أختام دلمون والغالبية العظمى منها صُنعت محليا، وقد وُجد عدد من أدوات الحفر بالقرب منها.
ظلت حضارة دلمون مزدهرة حتى منتصف الألف الثاني قبل الميلاد، وبعدها اتصلت الجزيرة مع الحضارة الكاشية بين القرنين الخامس عشر والثالث عشر قبل الميلاد، وقد نشطت أعمال البناء في تلك الفترة، وتم بناء البيوت الجديدة فوق البيوت القديمة حسب طرز معمارية جديدة، وتغيرت الأختام التي استخدمتها الجزيرة في ذلك الوقت، وتمت الاستعانة بالأختام الأسطوانية، وقد تم ترميم المعبد الدلموني بتقوية جدرانه وظل الإله «إنزاك» كبير آلهة دلمون، وفي عام 1200 قبل الميلاد هجر السكان الجزيرة بشكل مفاجئ، وفي العصر الهيلينستي تركز الاستيطان في عدة مواقع في الجزيرة، وقد عُثر على آثار قلعة مربعة تعود إلى تلك الفترة، وهي محصنة من زواياها الأربع بأربعة أبراج، ولها بوابتان، وكُشف بداخلها وجود معبدين، الأول مبني على الطراز الإغريقي وهو من حجر ذي سطح مستو ويكتفه عمودان وتمثل قاعدتهما طرازا شرقيا وهو الطراز الأخميني، وقد وجد أمام المعبد لوح حجري كُتب عليه باللغة اليونانية القديمة، يذكر اسم إيكاروس، وقد أطلق عليه اسم «حجر إيكاروس»، والحجر يحتوي على خطاب موجه من قبل «إيكاديون» (قد يكون حاكم سوسة السلوقي) إلى «إنكزارخوس» (الذي ربما يكون حاكم إيكاروس) الذي أمر بنقش الخطاب على حجر ونصبه أمام المعبد كي يقرأه أهل الجزيرة، ويحتوي الخطاب على تعليمات بنقل معبد الإلاهة أرتميس من مكانه وإقامة مسابقات رياضية وثقافية وإعفاء المزارعين من الضرائب وعدم السماح لهم بتصدير محاصيلهم خارج الجزيرة، وطلب منهم تخزين الفائض احتياطا لمواجهة أي نقص غذائي مفاجئ، وقد عُثر بجانب المعبد على عدد من القطع النقدية بلغ عددها 13 قطعة تعود إلى عهد «أنطوخيوس الثالث السلوقي» الذي حكم بين عامي 223 و 180 قبل الميلاد، وعُثر على هياكل عظمية في الحفريات التي وقعت في موسمي 1984 وحتى 1988، حيث عثر على 12 هيكل عظمي آدمي، وقد عُثر في الجزيرة أيضا على أساسات كنيسة شبيهه بالكنائس الشرقية، يعود تاريخها إلى القرنين الخامس والسادس للميلاد. ومن أهم الاكتشافات الأثرية في فيلكا اكتشاف منزل يحتوي على 12 غرفة أحد هذه الغرف كانت ورشة حدادة.

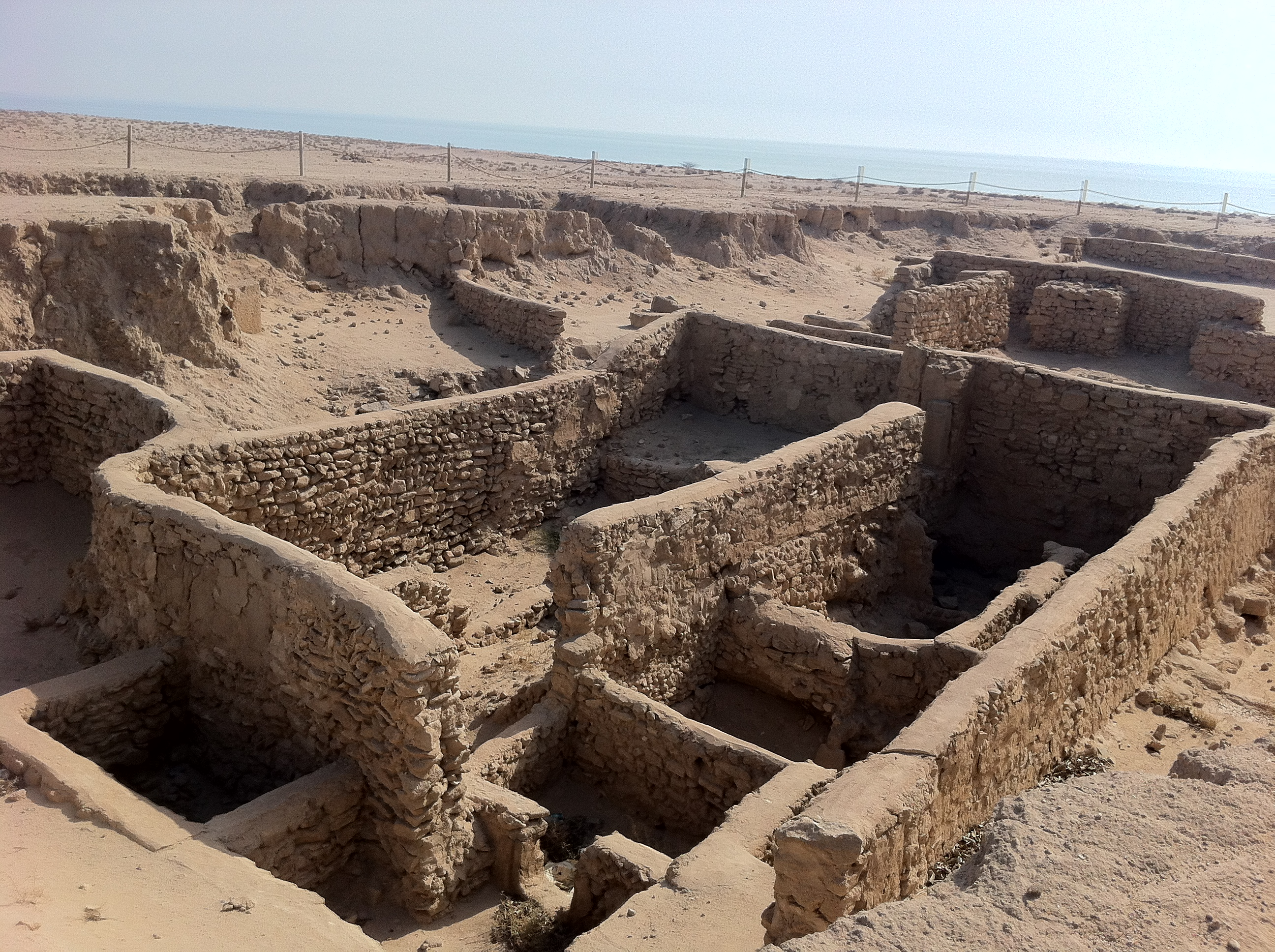
آثار جزيرة فيلكا.

في يوم 30 نوفمبر 2008 وقّع المجلس الوطني للثقافة والفنون والآداب عقدا مع بعثة دنماركية للتنقيب عن الآثار في الجزيرة في المنطقة الواقعة بين المعبد البرجي وقصر الحاكم وهي من أهم مناطق العصر البرونزي في الجزيرة وقد كشف المسح بالرادار عن وجود مبنى على عمق 170 سم تحت سطح الأرض، وتم توقيع عقد مع البعثة الفرنسية التي تعمل عند القلعة الهيلينستية ومنطقة القصور لبدأ التنقيب في موسم 2009/2008.
في يوم 12 يناير 2009 وقّع المجلس الوطني للثقافة والفنون والآداب اتفاقية مع جامعة بيروجا الإيطالية للبحث عن آثار إسلامية، وتم توقيع اتفاقية مع اليابان، تعطلت في بداية الأمر بسبب مرض رئيس الفريق الياباني، وتم البحث في منطقة القرينية في الجزيرة على سطح أرض يمتد لمسافة كيلومتر وبعرض 200 متر، وبدأ التنقيب في شهريّ يناير وفبراير من عام 2009.

### نقل المتحف
وفي يوم 27 أبريل من عام 1966 صدر مرسوم أميري بضم إدارة الآثار والمتاحف إلى وزارة الإعلام، حيث تطورت مهمة المتحف، وعند هذه المرحلة بدأت مراجعة السجلات اليومية للموظفين المرافقين للبعثة الدنماركية للتعرف على الآثار المكتشفة في فيلكا، وبالتالي اكتشف بأن بعض تلك الآثار لم تكن بالكويت، وتمت مراجعة الدوريات الأجنبية التي تتحدث عن البعثة الدنماركية، وتضمنت تلك الدوريات صورا لبعض المكتشفات في فيلكا وهي موجودة في متحف آرهوس، وعلى إثر ذلك سافر المسؤولون إلى الدنمارك لرؤية الآثار الموجودة في متحث آرهوس وتأكدوا من وجودها، وفي مايو من عام 1985 أرسل وفد من الكويت إلى متحف آرهوس للتفاوض مع إدارة المتحف لاسترجاع الآثار، وكانت حجة الدنماركيون أنهم يريدون دراسة تلك الآثار، وبعد انتهاء المفاوضات رجعت الآثار إلى الكويت في نوفمبر 1987.
أنشئ أول متحف في فيلكا في منزل الشيخ «أحمد الجابر الصباح» الصيفي في الجزيرة من قبل «طارق السيد رجب»، وفي يوم 9 سبتمبر 1997 نُقلت موجودات المتحف إلى متحف الكويت الوطني للمحافظة عليها بعد إصابتها بالدمار بسبب حرب الخليج الثانية.
وقد افتتح في 6 يونيو 2005 معرضا لعرض آثار الجزيرة في مدينة ليون الفرنسية، والهدف من افتتاح المعرض هو إبراز أهمية الجزيرة وتسليط الضوء على التعاون بين الكويت وفرنسا في مجال الآثار الذي بدأ في عام 1983. وفي يوم 7 أغسطس 2007 أعلنت الحكومة اليونانية بأنها ستتعاون مع الحكومة الكويتية كي يتم التنقيب عن الآثار في الجزيرة، وسيتركز البحث عن آثار الإسكندر الأكبر والحصون والمعابد التي بناها في القرن الرابع قبل الميلاد، وسيتم التركيز في البحث في مكان المدينة القديمة التي كانت تُسمى «أكاريا»، وفي يوم 6 يناير 2009 تم الكشف عن اكتشافات جديدة في الجزيرة من قبل البعثة الدنماركية، وقد تم البحث في المنطقة المحصورة بين بيت الحاكم والمعبد البرجي في الجزيرة باستخدام المجسات لمعرفة العلاقة بين المبنيين، وتم استخدام مجس آخر للتنقيب وتم العثور على طبقة طينية صلبة على عمق 100 سنتيمتر وطبقة أخرى على عمق 242 سنتيمترا وطبقة من الحريق يتراوح عمقها بين 332 و 240 سنتيمترا.

### الجزيرة في حرب الخليج الثانية

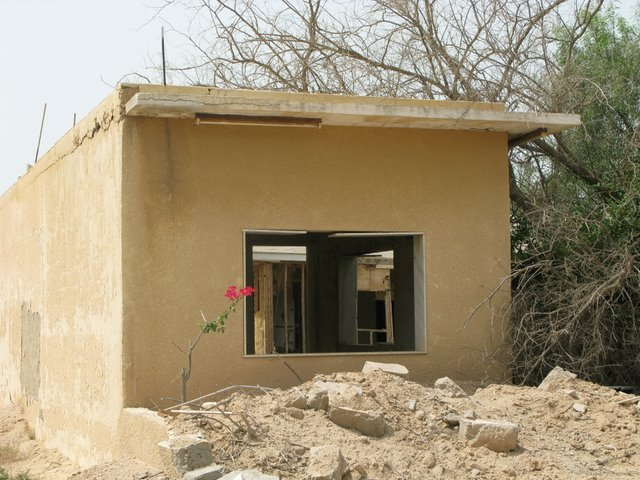
ماتبقى من البيوت بعد هجر أهلها عنها.

في 2 أغسطس 1990، خلال عمليات الغزو العراقي للكويت، هاجمت القوات العراقية الجزيرة في الساعة الخامسة صباحاً، بكتيبة من القوات الخاصة مجهزة بخمسة وأربعين مروحية. أشتبكت القوات العراقية مع الحامية العسكرية الكويتية الموجودة بالجزيرة والمؤلفة من سرية دفاع جوي (صواريخ إم آي إم-23 هوك) وسرية مشاة بالإضافة إلى سرية حرس حدود، وخلال الإنزال تمكنت سرية الدفاع الجوي من إسقاط مروحية محملة بالجنود بالصواريخ، مما دفع بالمروحيات إلى التراجع، كما أسقطت سرية الدفاع الجوي الموجودة بالجزيرة 7 طائرات. حاول بعدها الجيش العراقي الدخول من البحر بمئة زورق، ولكن القوة المدافعة استطاعت التصدي لهم وأجبرتهم على الانسحاب. في الساعة العاشرة صباحا من نفس اليوم اقتربت زوراق من الجزيرة وبدأت تقصف بالمدفعية مواقع الجيش الكويتي المتمركز فيها حتى صباح يوم 3 أغسطس 1990، ففي الساعة الرابعة من فجر ذلك اليوم اقتحم الجيش العراقي الجزيرة وأسر أفراد القوة المدافعة.
خلال فترة الاحتلال العراقي للكويت عام 1990 هجر السكان الجزيرة وقامت القوات العراقية بزراعة عدد كبير من الألغام فيها، وبدأ الجيش العراقي بوضع أسلاك شائكة على طول ساحل الجزيرة، وفي يوم 8 ديسمبر 1990 تم إخلاء الجزيرة من سكانها  ويرجع سبب طرد السكان إلى نية الجيش العراقي تحويلها إلى معسكر للقوات العراقية.
تم تحرير الجزيرة في بدايات شهر مارس من عام 1991، وكان في الجزيرة 1,500 جندي عراقي، وأصبحت الجزيرة منطقة عسكرية مغلقة بعد ذلك ولا يستطيع الناس دخولها إلا بترخيص.

### الغزو الأمريكي للعراق
استخدمت الولايات المتحدة الأمريكية بعض المناطق في الجزيرة كقاعدة عسكرية في استعدادها لغزو العراق. شن كويتيان في 8 أكتوبر 2002 هجوماً على مشاة البحرية الأمريكية أثناء قيامهم بتدريبات في الجزيرة، أسفر الهجوم عن مقتل جندي أمريكي ومقتل منفذي الهجوم، بعدها أعلنت الحكومة الكويتية حظر دخول المدنيين بعض المناطق في البلاد بصفتها مناطق عسكرية بالإضافة إلى عدة مواقع لتجنب مثل تلك الحوادث.

## الجغرافيا

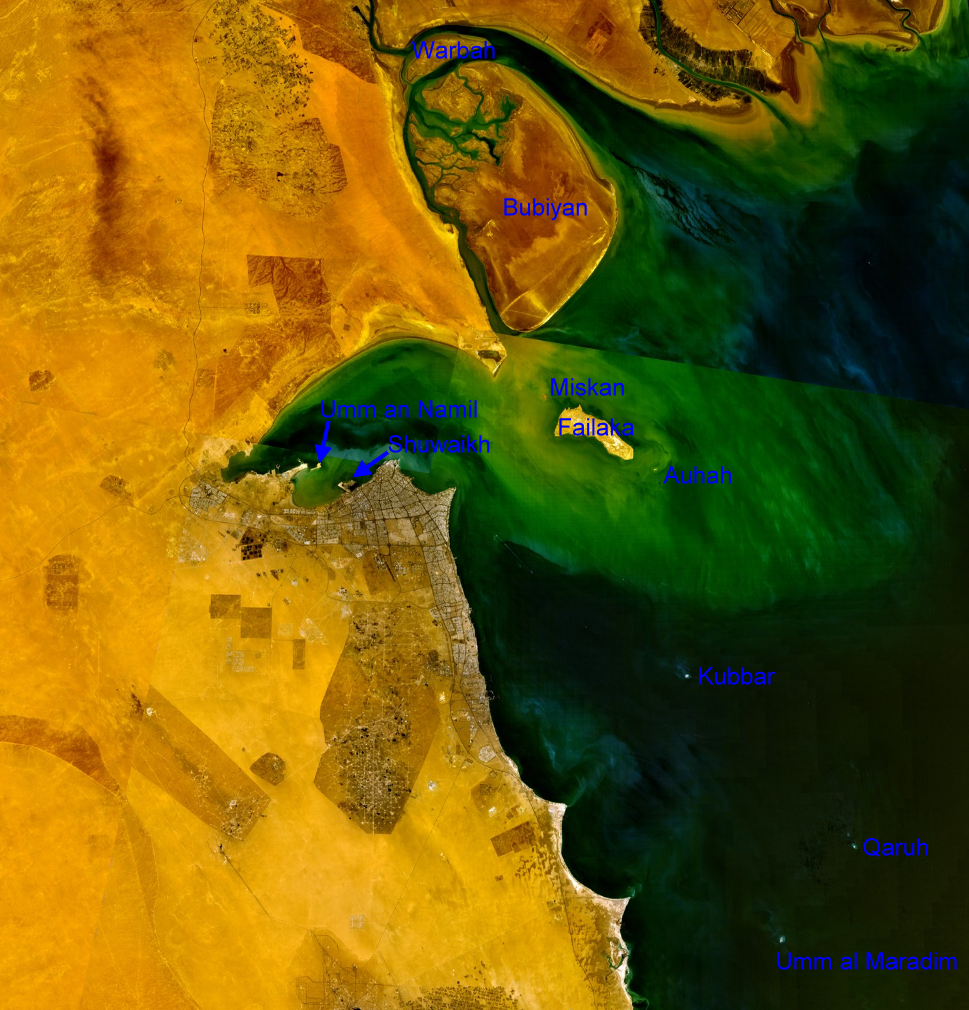
جزر الكويت.

تبلغ مساحة الجزيرة الكلية 43 كيلومترا، وأقصى طول للجزيرة هو 14 كيلومتر وأقصى عرض يصل إلى 6 كيلومترات، وأعلى ارتفاع للجزيرة هو 10 أمتار، وللجزيرة شريطٌ ساحليٌ طوله 38 كيلومترًا،  وهي تتخذ شكل مثلث قاعدته من الغرب ورأسه في الجنوب الشرقي.
وتُعد أرض الجزيرة من الأراضي الطينية الصالحة للزراعة، وكانت الجزيرة وحتى منتصف القرن العشرين معروفة بزراعة القمح والذرة والبرسيم ومختلف الخضار الورقية والبطيخ الشمام بكميات كبيرة، وهنالك أجزاء في الجزيرة تغلب عليها الرواسب البحرية، وعلى الساحل الغربي للجزيرة وحتى وسطها تتشكل التربة من المواد المالحة، وفي المنطقة الشمالية الغربية القريبة من الشاطئ يمكن العثور على تربة رملية قليلة الملوحة. وهناك أرض سبخة في وسط الجزيرة، أما بالنسبة لشواطئ الجزيرة الشرقية والجنوبية والجنوبية الشرقية والشمالية فتتكون من صخور بحرية والتربة فيها رملية خشنة. ونظرا لأن الجزيرة صالحة للزراعة، فقد كانت تسد حاجات سكانها الغذائية بنفسها، وكانت 70% من أراضي الجزيرة صالحة للزراعة، التي كانت من المهن الرئيسية لأهاليها في بداية القرن العشرين.
توجد عدة تلال في مختلف أنحاء الجزيرة، متفاوتة من حيث ارتفاعها، إلا أنها لا تتجاوز عدة أقدام، وبعض تلك التلال دلّت على مكتشفات أثرية إذ تم اكتشاف دور سكنية تحتها أو معابد مثل تل سعد وسعيد وقلة القصور وقلة العلم، وتعني كلمة «قلة» اسم التل في لهجة السكان المحلية.

## الملكيات العامة والخاصة في الجزيرة

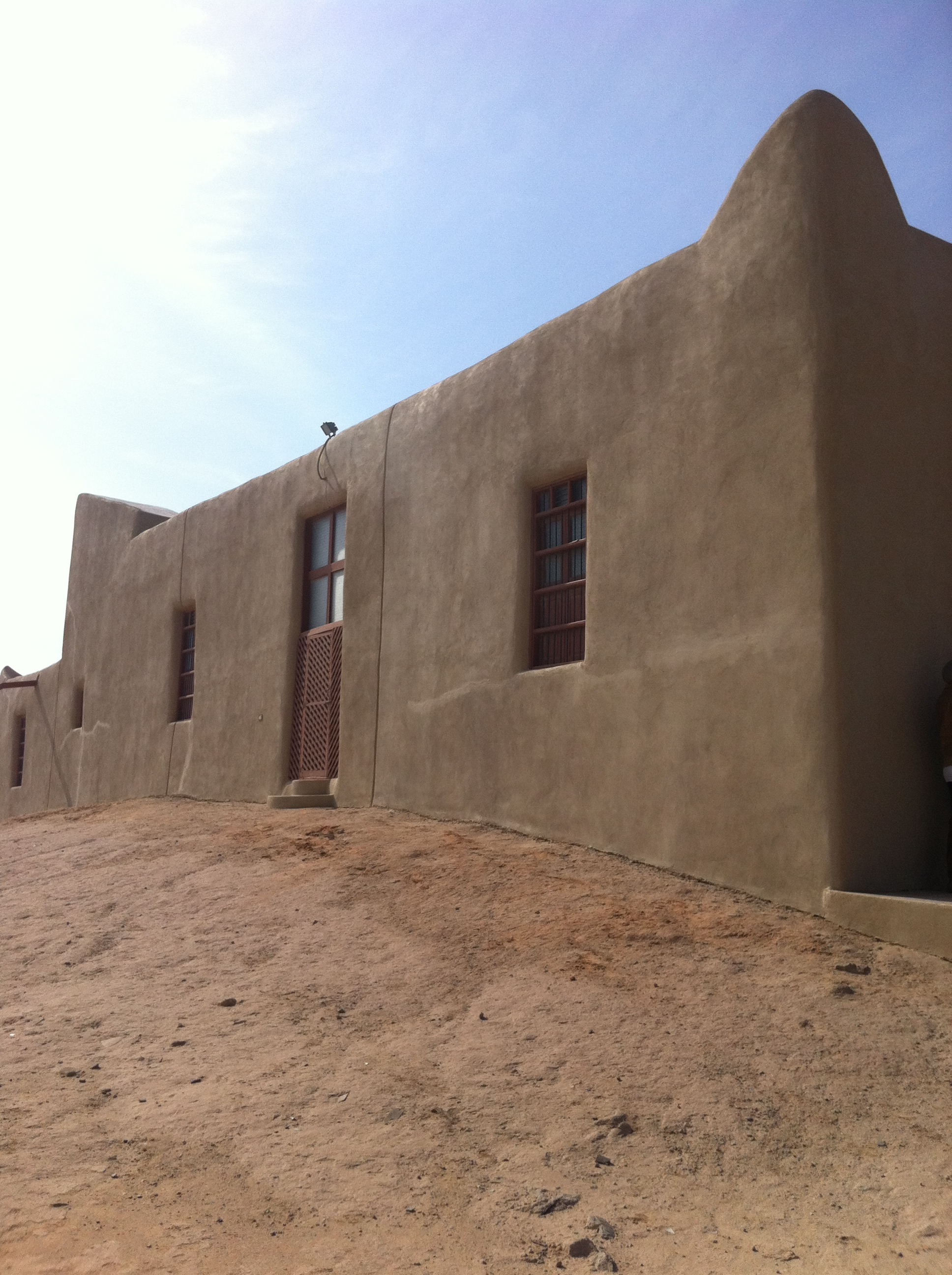
جانب من آثار جزيرة فيلكا.

تمتلك الدولة 98.97% من مساحة جزيرة فيلكا في حين تبلغ الملكيات الخاصة 1.03% من مساحة الجزيرة أي ما يعادل 443 ألف متر مربع، الاستعمالات الرئيسية القائمة بالجزيرة هي كالآتي:
- الاستعمال السكني بمساحة 733,027 م² (%1.7)
- الاستعمال التجاري بمساحة 31,035 م² (%0.07)
- الاستعمال التعليمي بمساحة 104,075 م² (%0.24)
- الاستعمال الصحي بمساحة 111,926 م² (%0.26)
- الاستعمال الصناعي بمساحة 205,843 م² (%0.48)
- الاستعمال الحكومي بمساحة 11,416,759 م² (%26.55)
- الخدمات العامة بمساحة 224,053 بنسبة (%5.21)
- المناطق الخضراء والمفتوحة بمساحة 12,584,042 م² (%29.26)
- المرافق العامة بمساحة 2,559,155 م² (%5.95)

وتبلغ إجمالي المساحات المخصصة بالجزيرة حوالي 30,290,994 م² بنسبة %70.44 أما باقي الجزيرة البالغ مساحته 12,709,005 م² ونسبته 29.55% فهو عبارة عن مساحات من الأراضي غير مخصصة أو مقررة.

## قرى الجزيرة

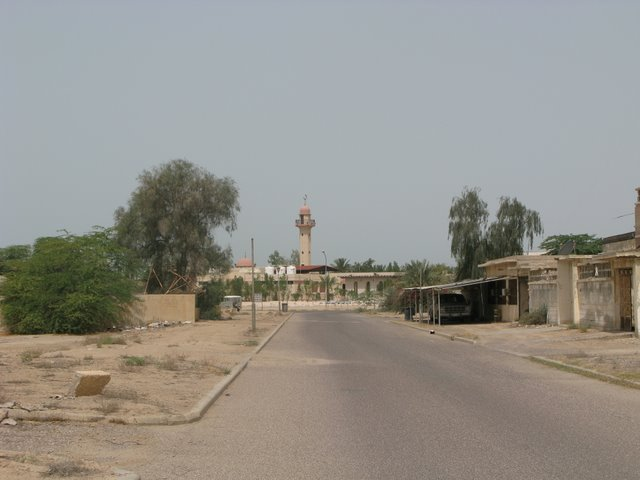
مدخل لإحدى القرى بفيلكا.

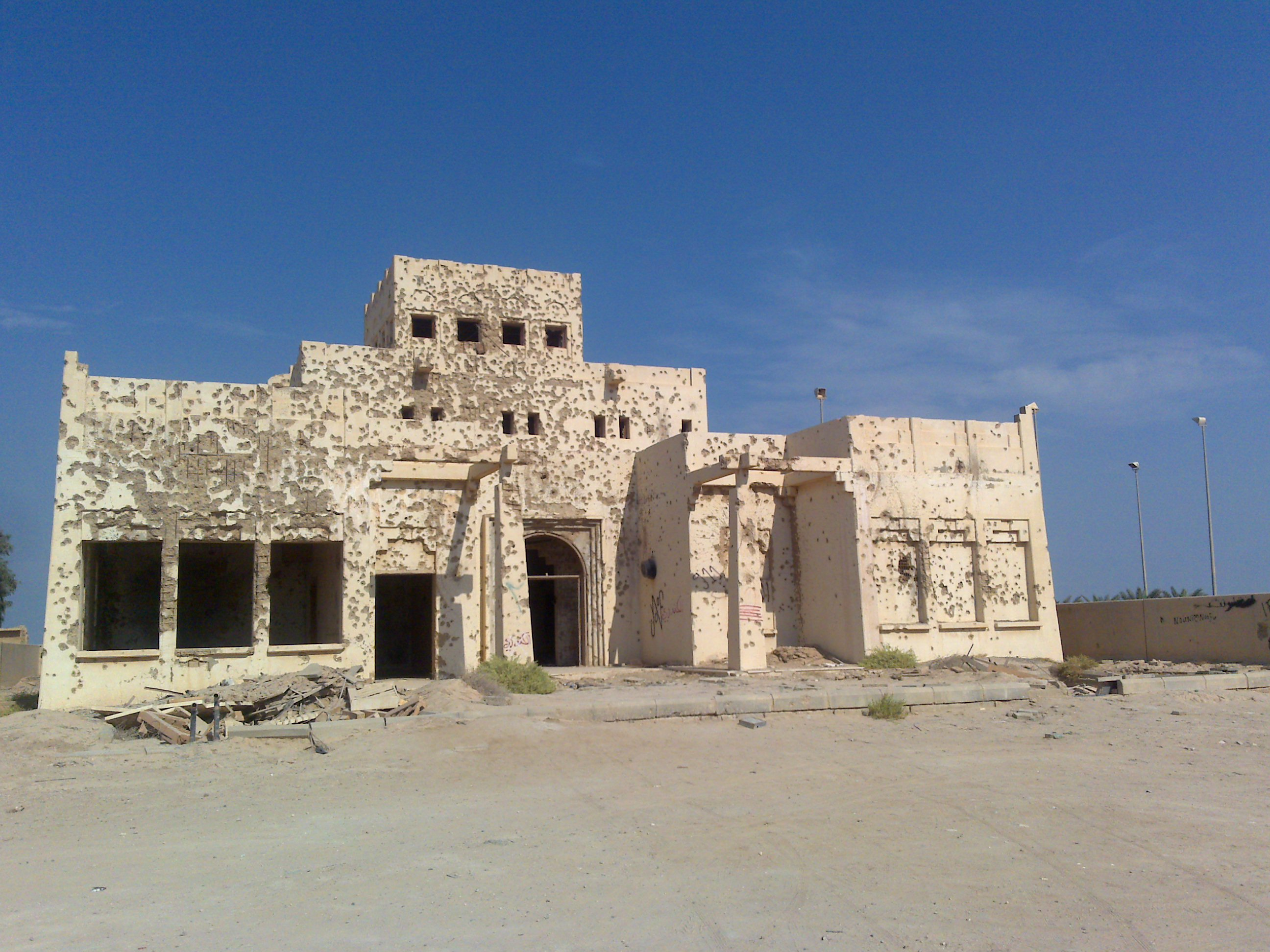
مبنى البنك بالجزيرة.

تواجدت في الجزيرة عدّة قرى مأهولة على طول سواحلها من شمالها إلى جنوبها، واستوطنت هذه القرى في فترات زمنية متباعدة. يرجع تاريخ استيطان بعضها إلى فترات ما قبل الميلاد والبعض الآخر في العصور الإسلامية. بقيت الجزيرة آهلة بالسكان حتى منتصف القرن التاسع عشر.

### قرية سعيدة
تقع في الشمال الغربي للجزيرة، وتمتاز بساحلها الكبير وكانت أحد أهم الموانئ في الجزيرة، وكانت تتواصل مع جيرانها في العراق وإيران على الدوام، وقد عُثر فيها على أساسات مسجد، ويقع بالقرب من القرية مقام الخضر، وهو تل حجري كانت له مكانة عند أهل القرية، وقد أزيل في منتصف السبعينات من القرن العشرين.

### قرية الدشت
تقع في الشمال الشرقي من قرية سعيدة، كان يوجد بها جامع كبير، وكان الشيخ عثمان بن سند يؤم المصلين فيه عندما كان يتواجد في الجزيرة.

### قرية القرينية
تقع على مرتفع يطل على البحر، وهي تُشرف على سهل واسع، وقد كانت ترسو بها سفن الغوص على اللؤلؤ وسفن صيد السمك وبعض السفن التجارية.

### قرية الصباحية
اشتهرت في السابق بكثرة آبار مياهها العذبة، وكانت تكثر فيها أشجار النخيل، حيث كانت السفن تستدل على الجزيرة من تلك الأشجار.

### منطقة القصور
تقع في وسط الجزيرة وهي عبارة عن عدة أماكن أثرية بلغ عددها 12 مكان، وقد وُجد فيها كنيسة تعود إلى فترة ما قبل البعثة النبوية بمئة عام، وكانت تُستعمل حتى العهد العباسي، ولكنها هُجرت بعد ذلك.

### قرية الزور
كانت هذه القرية هي مكان تواجد السكان قبل أن يتم هجر الجزيرة في أعقاب حرب الخليج الثانية، وقد انتقل السكان إلى هذا المكان في منتصف القرن الثامن عشر، وذلك بعد انتشار الطاعون في جميع أنحاء الجزيرة في سنة 1773، ومن الأسباب التي جعلت أهل الجزيرة يفضلون هذا المكان، موقعه المميز وساحله الرملي الخالي من الصخور البحرية، ومياهه الصالحة لصيد السمك بالإضافة إلى كونه مرسى طبيعي محمي من الرياح والأمواج، ومواجهة هذا المكان لمدينة الكويت الناشئة، ووجد عدد من آبار المياه العذبة ذات العمق القليل.

### قرية بن إبراهيم
منطقة ساحلية، في جنوب قصر محمد الجابر الصباح، سُمّيت القرية على اسم يوسف بن عبد الله الإبراهيم، الذي اتخذ من موقعها مكاناً للاستراحة.

## سكان الجزيرة
سكان جزيرة فيلكا القدماء كانوا خليطًا من العرب، وقد ظلت الجزيرة تستقبل الهجرات حتى مطلع الخمسينيات من القرن العشرين، وقد كانت الهجرات تأتي من بر فارس ومن نجد وسواحل الإمارات العربية المتحدة والبحرين وعمان والعراق. كان أول تعداد رسمي لسكان الجزيرة في عام 1957، ولم يزد عدد سكان الجزيرة كثيرًا حتى خروج السكان منها في عام 1990، وقد كان سبب ذلك رغبة السكان في العمل في مدينة الكويت مما أدى إلى عدم زيادة سكان الجزيرة، ومن الأسباب الأخرى شراء الحكومة لبيوت بعض السكان بين عامي 1957 و1967. بلغ عدد سكان الجزيرة عام 1957، 2442 شخصا، وكان آخر تعداد رسمي للسكان قد تم في عام 1985، وقد بلغ عددهم آنذاك 5832 شخصا، وقد هُجّر السكان في 8 ديسمبر 1990 في أثناء الغزو العراقي للكويت.
| السنة | عدد السكان الكلي | عدد الأجانب |
| ----- | ---------------- | ----------- |
| 1957  | 2442             | 717         |
| 1961  | 2679             | 521         |
| 1965  | 3279             | 643         |
| 1970  | 3268             | 1350        |
| 1975  | 3962             | 1915        |
| 1980  | 4845             | 2292        |
| 1985  | 5832             | 2426        |

## حكام الجزيرة
ترتيب حكام جزيرة فيلكا منذ القرن الثامن عشر:
- محمد سعود الصباح (حتى نهاية القرن الثامن عشر).
- عبد الله سعود الصباح (الثلث الأول من القرن التاسع عشر).
- سعود عبد الله الصباح (تولى الحكم بعد أبيه).
- جابر بن عبد الله بن صباح الصباح (في عهد حكم الشيخ سالم المبارك الصباح).[49]
- 1930-1921 خلف الخلف.
- 1958-1930 أحمد علي الخلف.
- 1961-1958 خلف أحمد الخلف.[50] (عُيّن في 8 يناير 1958) [51]

## مواصلات وإعلام
يوجد في الجزيرة محطة لإرسال التلفاز أنشئت في عام 1974، تبلغ قوتها 20 كليوواط صورة وأربعة كيلوواط صوت، وهي تصل لمعظم دول الخليج. في عام 1964 تم تصوير فيلم سينمائي كويتي اسمه «العاصفة» في جزيرة فيلكا، كان يتحدث عن بداية دخول المادة وطفرة النفط ونسيان الماضي الجميل وهجر بعض العادات القديمة. وفي عام 2017 صُورت بها بعض حلقات مسلسل «إقبال يوم أقبلت» المأخوذ عن رواية «إقبال يوم أقبلت» لمؤلفها الدكتور حمد شملان الرومي والتي تحكي عن امرأة مُصابة بمرض الباركنسون تستمع لنصيحة طبيب زوجها فتذهب بعطلة إلى جزيرة فيلكا وخلال هذه الرحلة تتعرض للعديد من المواقف التي تؤثر إيجاباً على حياتها.

## معالم الجزيرة
يوجد في الجزيرة العديد من الأماكن التي كان يزورها العديد من السياح في الماضي قبل حرب الخليج الثانية:
- مزار الخضر.
- موقع القرنية، حيث يوجد حوض لبناء سفن الدو.
- منطقة سعد وسعيد.

## مشاريع سياحية
في 14 مايو 2000 قال محافظ العاصمة آن ذاك «داود مساعد الصالح» بأنهم ينتظرون الضوء الأخضر للبدء في مشروع تطوير جزيرة فيلكا، وقال أنه سيتم بناء فنادق وسوق حرة ونوادي لممارسة الرياضات البحرية. في 24 ديسمبر من عام 2000 تم اقتراح جعل فيلكا منطقة سكنية وترفيهية وتجارية، أما عن كيفية التنقل من وإلى الجزيرة، فهناك عدة اقتراحات منها إنشاء ميناء بحري فيها أو مد جسر يربطها مع الكويت،  وفي 14 مارس 2001 أقرت اللجنة الفنية في المجلس البلدي تطوير الجزيرة، وقد أقرت اللجنة إنشاء منطقة سياحية ومنطقة سكنية ومنطقة للخدمات الحكومية فيها، وفي 27 مارس 2001 أعلن المجلس البلدي عن موافقته تسليم قصر الغانم وديوانية مبارك الصباح والمتحف القديم إلى المجلس الوطني للثقافة والفنون والآداب باعتبارهم من معالم الكويت القديمة. وفي 27 مايو 2001 اقترح المهندس «طارق العليمي» بأن يتم إنشاء جسر يربط بين جزيرة بوبيان وفيلكا وإنشاء جسر يربط بين منطقة السالمية وفيلكا بطول 20 كيلومتر، وقال «جاسم العون» المسؤول عن تطوير الجزر في الكويت بأن الحكومة ستمنح الصلاحيات للقطاع الخاص في التطوير داخل الجزر فقط وإن هناك مشاريع أخرى لمد جسور تربط الجزر بالكويت، وقال أيضا بأن الحكومة ستعطي الجزيرة الأولوية في التطوير نظرا لوجود البنية التحتية فيها، وهناك أفكار بأن تتم إنشاء مدينة إعلامية في الجزيرة، وسيتم تخصيص الساحل الشمالي منها في الاستعمالات الثقافية وبعض الاستعمالات السياحية السكنية، أما الساحل الجنوبي فسيكون للاستعمالات السياحية، وفي 28 أبريل 2003 أعلن «جاسم العون» عن أن الاستثمار في الجزيرة سيكون متاحا لثلاثة شركات، الشركة الأولى ستنفذ منطقة مخصصة لبناء مساكن على البحر ومجمع علوم المستقبل ومناطق مخصصة لهواة الصيد، أما الشركة الثانية فتسنفذ مرافق سياحية ترفيهية وقرى سياحية علاجية ومناطق خدمات شاطئية عامة وبعض المخيمات، أما الشركة الثالثة فستقوم بإنشاء فنادق ومهبط للطائرات ومراكز خدمية وحرفية وتجارية، وفي 12 مايو 2003 عُرِضَت المشاريع على مستثمرين كويتيين وأجانب، وسيتم استثمار الجزيرة لمدة 25 سنة من قبل القطاع الخاص، ولن يُسمح باستخدام السيارات وستستخدم القطارات لحماية بيئة الجزيرة من التلوث، وقد تبلغ قيمة تطوير الجزيرة 800 مليون دينار كويتي. قال الوزير «بدر الحميدي» بأنه ستتم المحافظة على المناطق التاريخية والتراثية في الجزيرة بالرغم من بناء المنتجعات الحديثة.
وفي يوم 14 أكتوبر 2008 وافقت اللجنة الفنية في المجلس البلدي على إنشاء جسر من منطقة السالمية وحتى جزيرة فيلكا وذلك لربط الجزيرة بالكويت. يوجد في الجزيرة في الوقت الحالي منتجع تراثي مبني على الطراز الكويتي القديم ويحتوي على فلل منفصلة بنظام البيوت العربية وفندق إيكاروس المطل على البحر وموتيل مطل على بحيرة صناعية ومتحف للشيخ عبد الله السالم والتراث الكويتي الذي يحتوي على عدة مقاهي تراثية وأخرى حديثة، ومصنع لصناعة الحلوى الكويتية ومصنع للمخللات الكويتية وإسطبل لتأجير الخيول وخدمة تأجير السيارات والدراجات النارية.

## معرض الصور

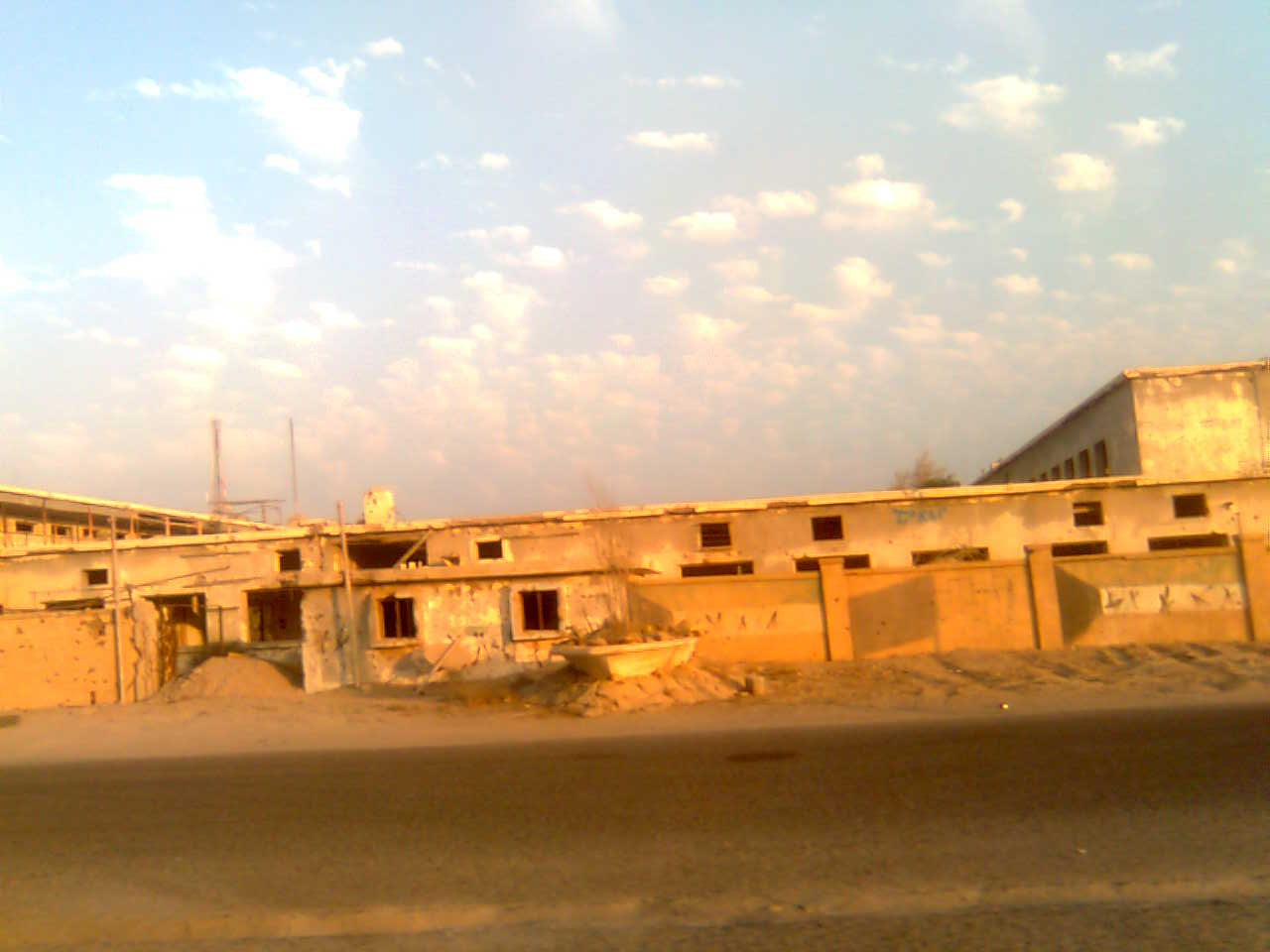
مخبز في جزيرة فيلكا
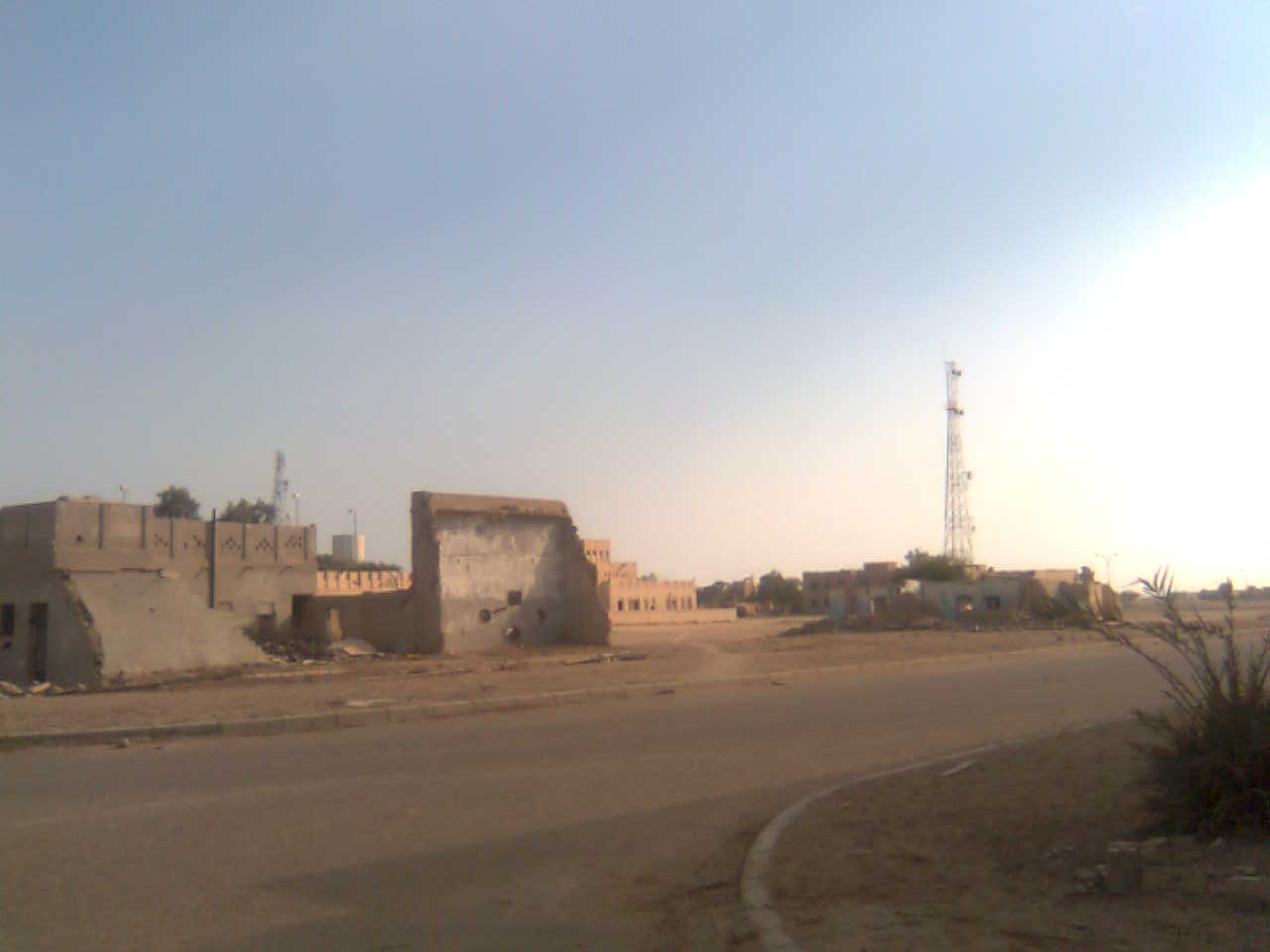
منازل مدمرة خلال الحرب في جزيرة فيلكا
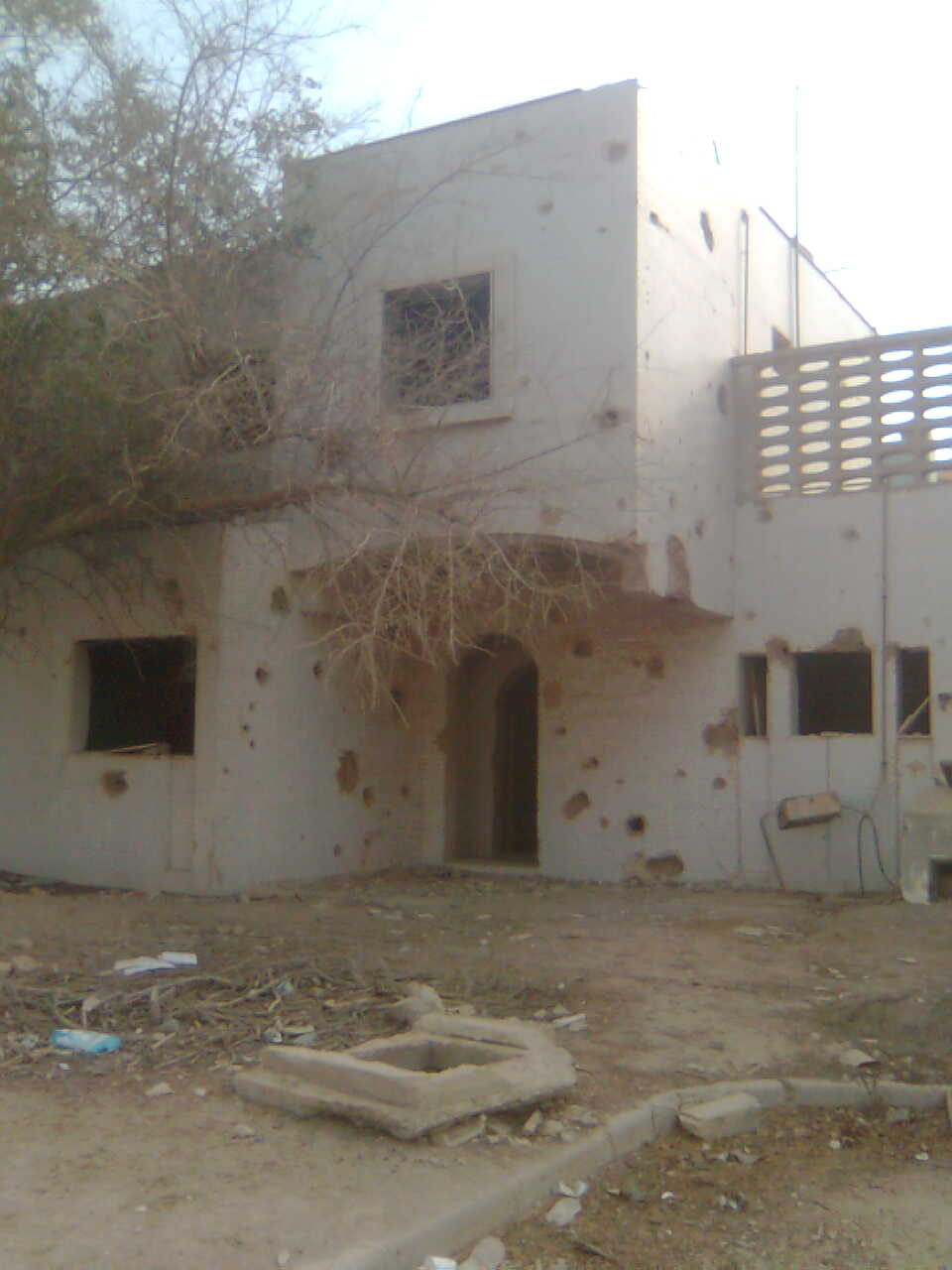
منازل مدمرة خلال الحرب في جزيرة فيلكا
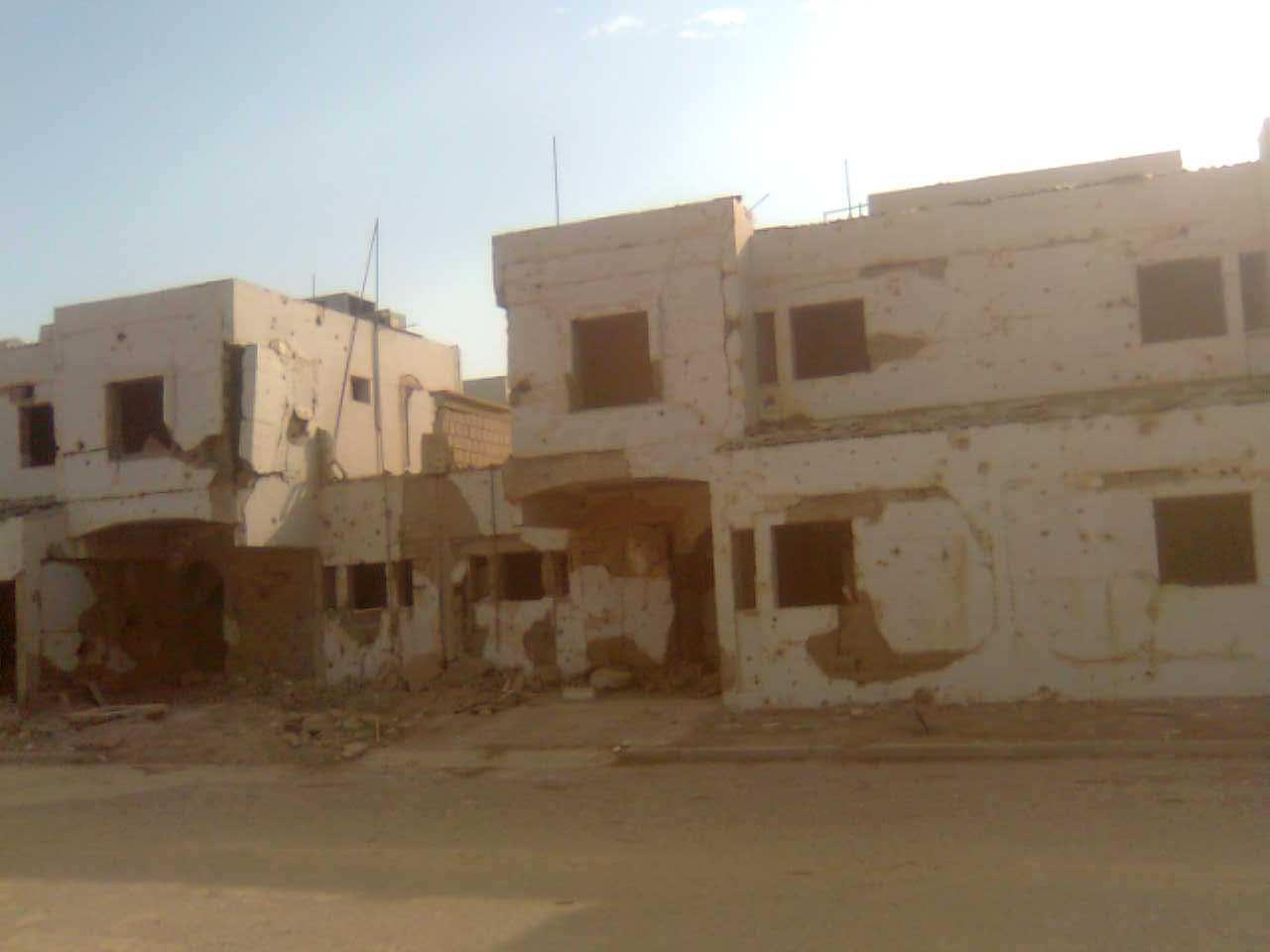
بيت في جزيرة فيلكا
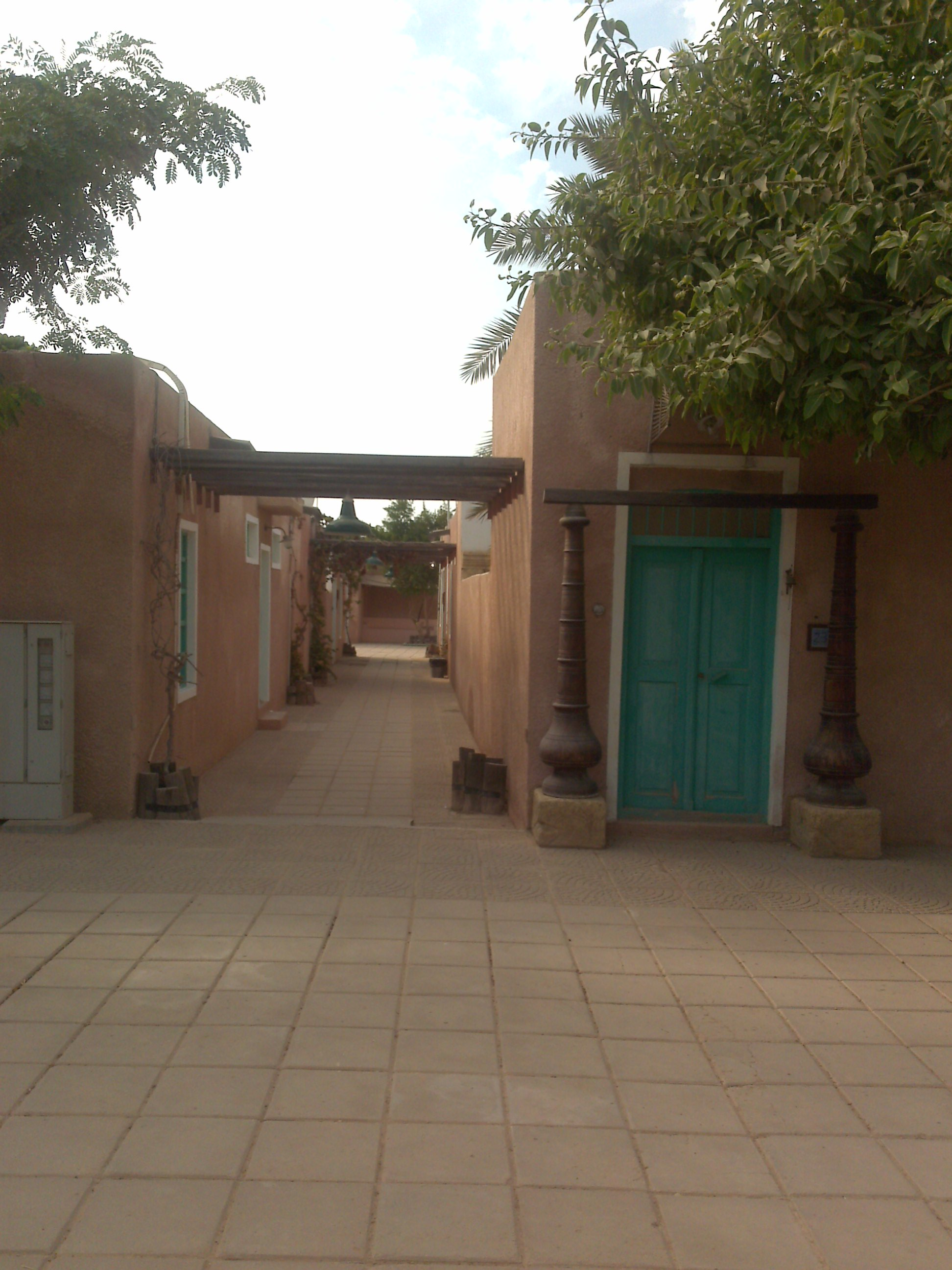
أماكن الإقامة السياحية في جزيرة فيلكا
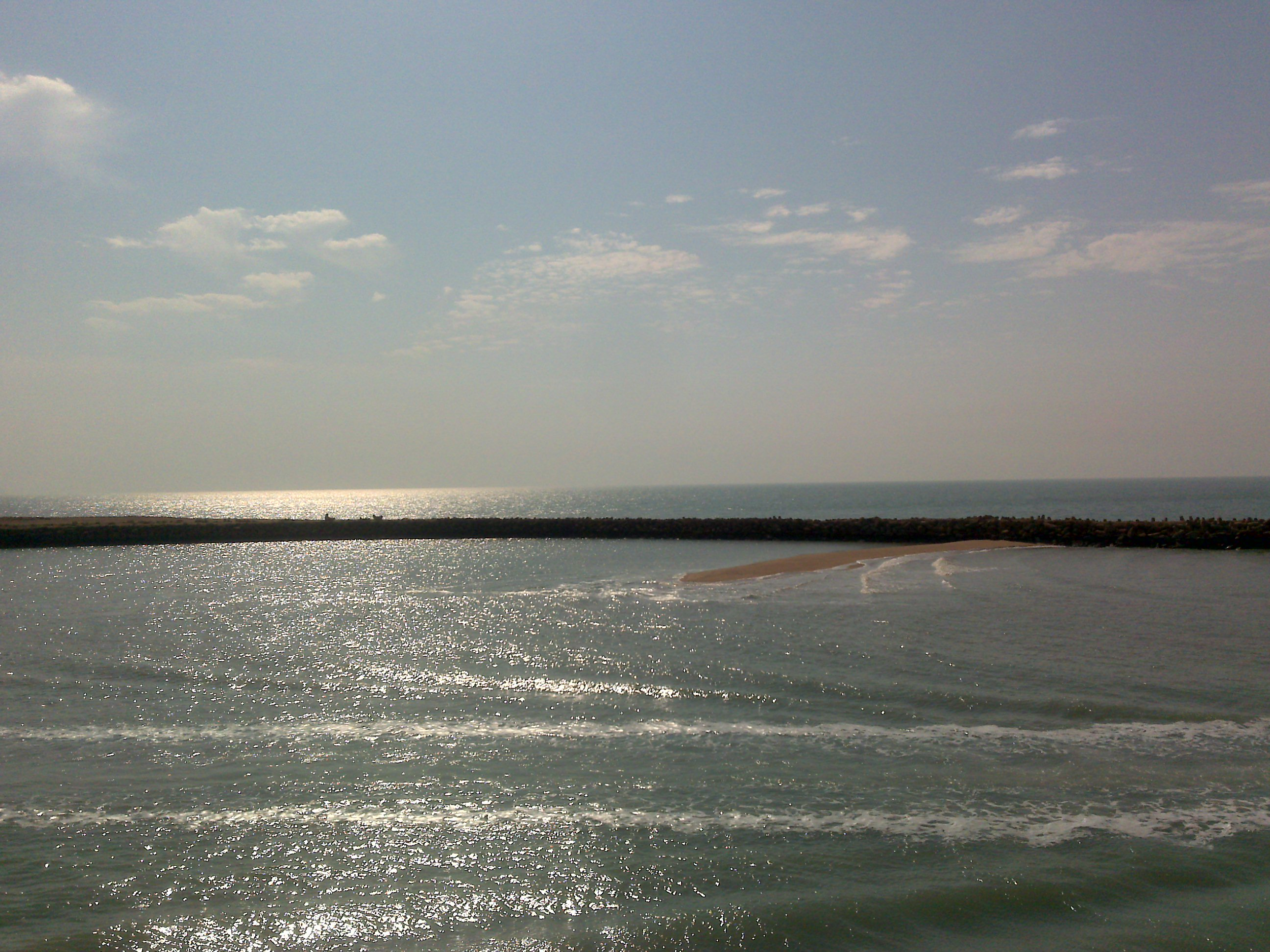
بحر جزيرة فيلكا
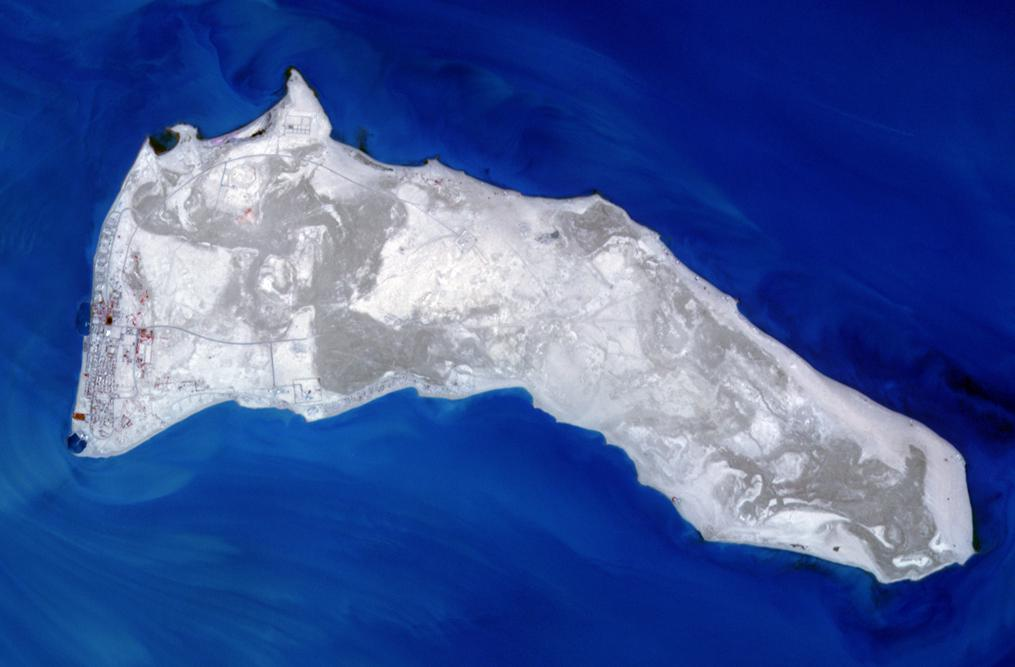
تقع جزيرة فيلكا الكويتية على بعد 50 كيلومترًا جنوب شرق المكان الذي يصب فيه نهري دجلة والفرات في الخليج العربي.
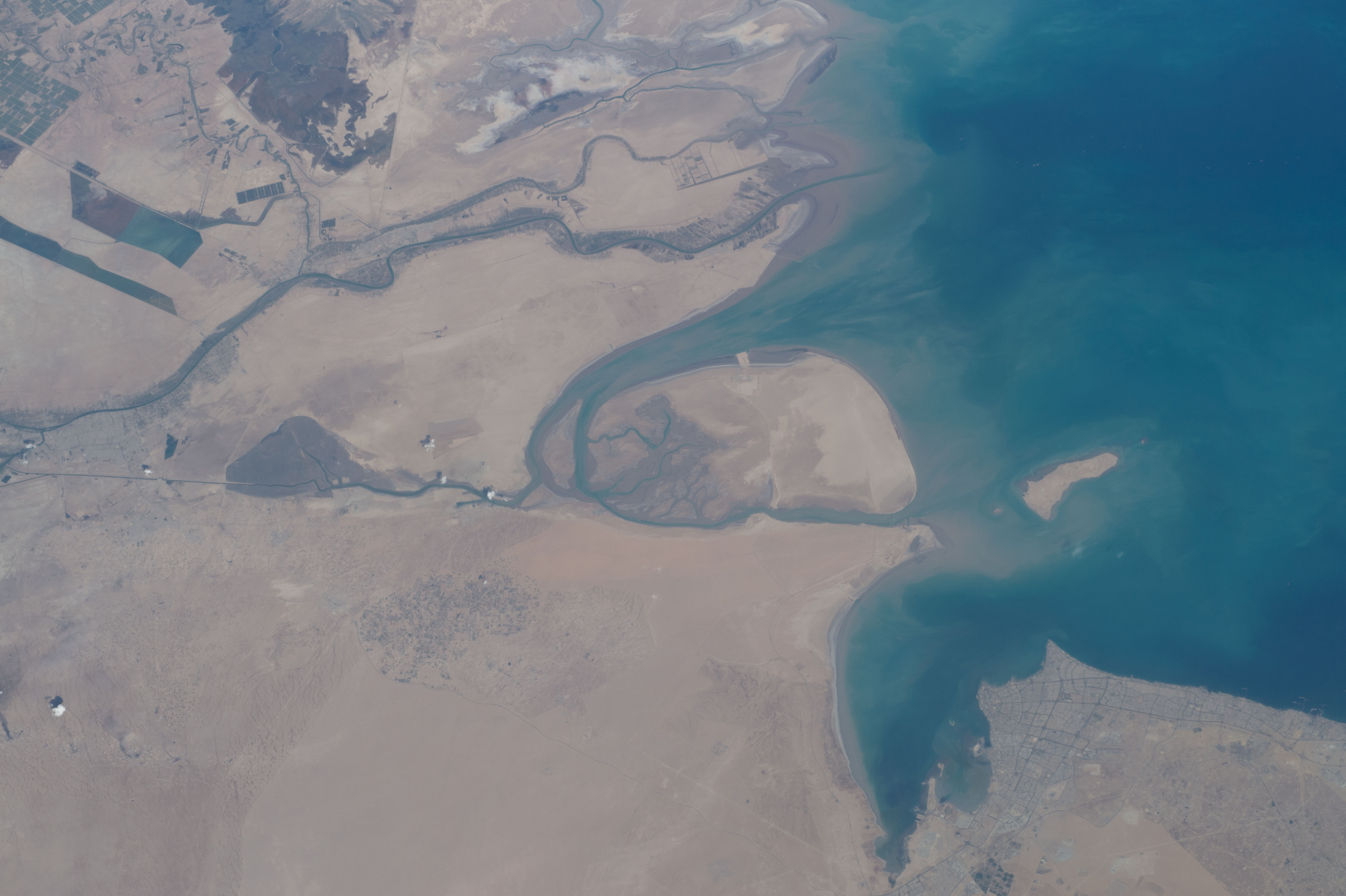
منظر للكويت تم التقاطه خلال رحلة المحطة الفضائية الدولية رقم 41.
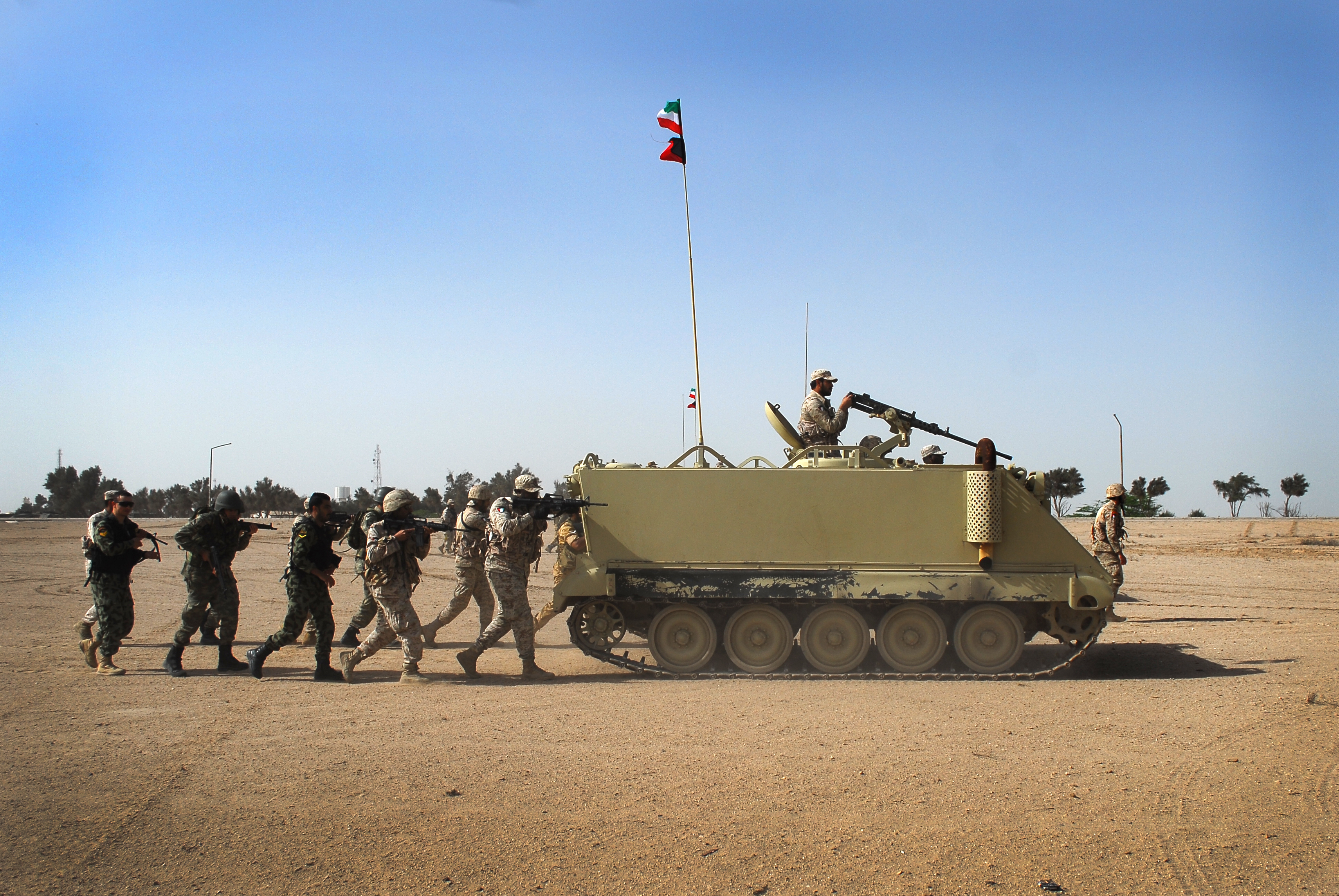
جنود كويتيون يتتبعون ناقلات جند مدرعة، خلال بروفة لهجوم برمائي مُحاكي في جزيرة فيلكا، الكويت، 23 مارس 2015، خلال مناورة "حسم النسر".
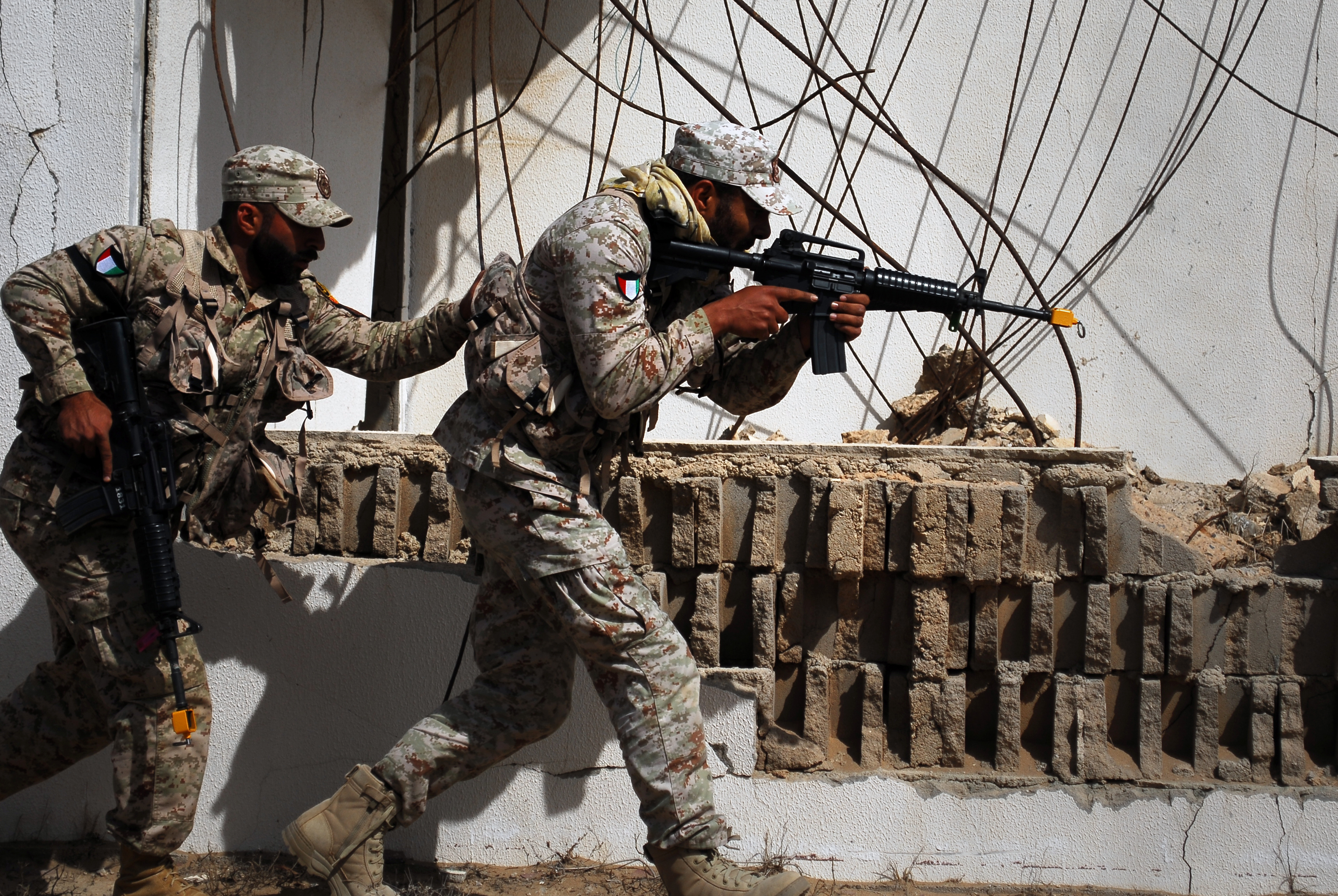
جنديان كويتيان يتجهان نحو هدف خلال محاكاة هجوم حضري في جزيرة فيلكا، الكويت، 24 مارس 2015، خلال تمرين "عزم النسر".
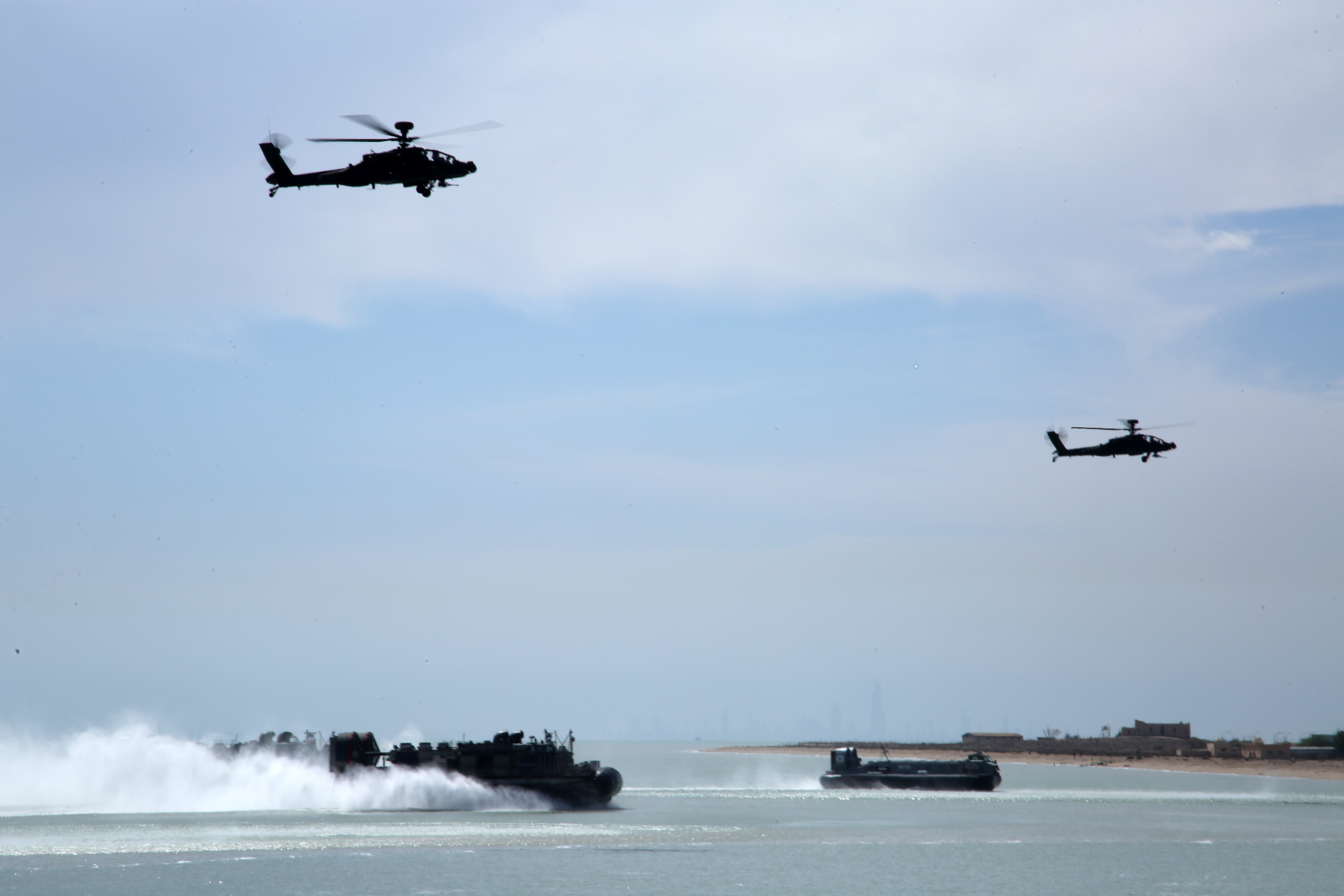
سفينة إنزال تابعة للبحرية الأمريكية.
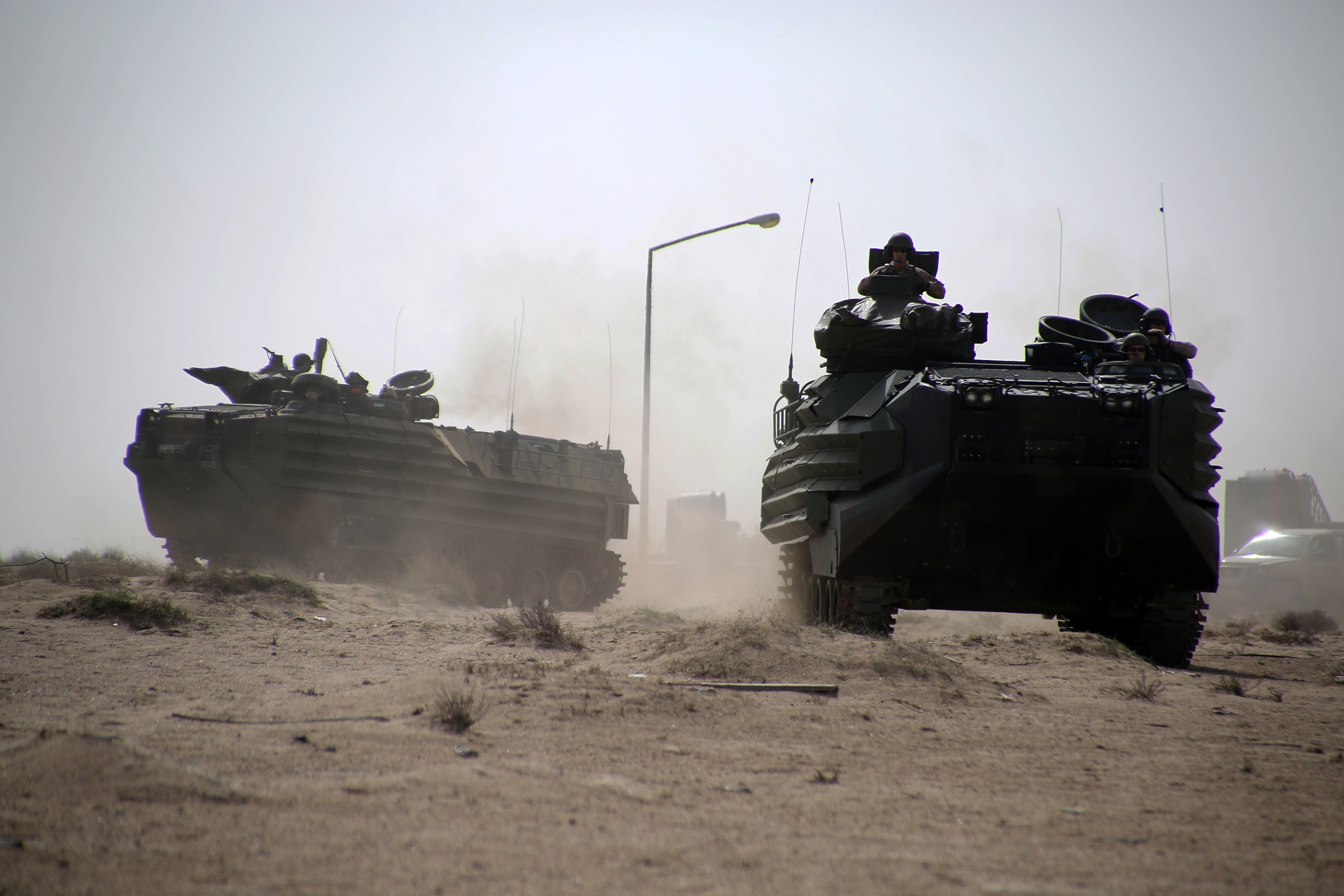
مركبات هجومية برمائية تابعة لمشاة البحرية الأمريكية.
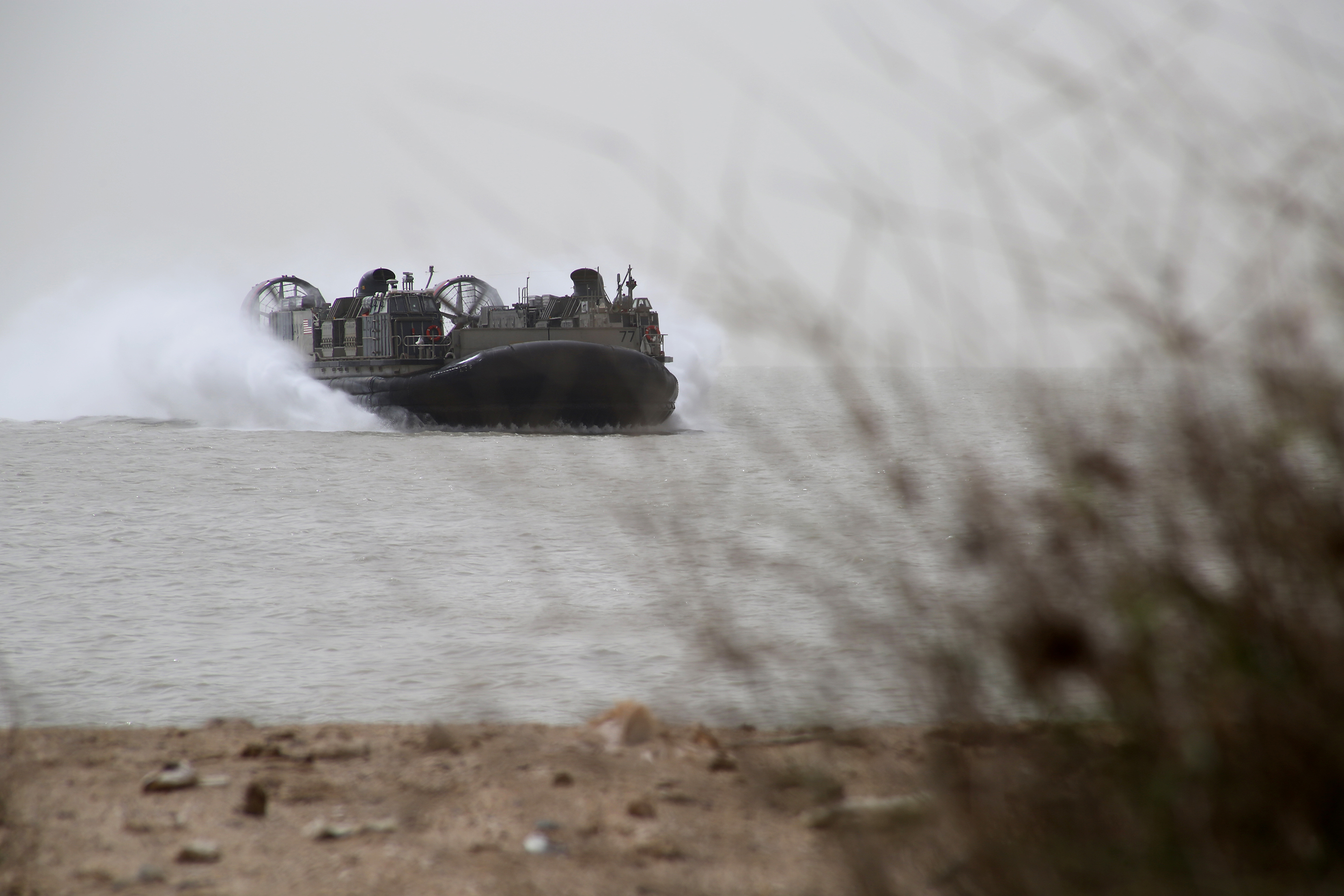
سفينة إنزال تابعة للبحرية الأمريكية.